# FN F2000
FN-F2000 hay FN 2000 là loại súng trường tấn công kiểu băng đạn gắn phía sau (hay Bullpup) được chế tạo bởi tập đoàn vũ khí FN của Bỉ vào năm 2001. Súng được ra mắt lần đầu tiên tại triển lãm IDEX được tổ chức tại Abu Dhabi.

## Đặc điểm
FN F2000 hơi nặng (3,6 kg), nhưng với tốc độ bắn nhanh và sức công phá lớn khiến nó trở nên rất đáng sợ. Cơ chế kích hoạt và hệ thống an toàn dựa theo FN P90. Nó sử dụng loại đạn 5.56×45mm NATO. FN F2000 hơi bất tiện ở chỗ là không có nút giữ băng đạn giống như M4 Carbine và M16. Vì vậy, các binh sĩ cần trực tiếp dùng tay tháo băng đạn ra. FN F2000 còn có thể gắn thêm súng phóng lựu GL1 khiến nó trở nên đa năng hơn.

## Các Quốc gia sử dụng
- Bỉ Được sử dụng bởi Nhóm Lực lượng Đặc biệt của Quân đội Bỉ.
- Đông Timor Được sử dụng với các đơn vị bảo vệ VIP. và Cảnh sát Quốc gia Đông Timor.
- Libya Đã mua 367 khẩu súng trường F2000 cùng với các loại vũ khí sát thương và không sát thương khác từ FN Herstal vào năm 2008 , và việc giao hàng bắt đầu vào năm 2009 . trung thành với chính phủ Gaddafi.
- Pakistan Được sử dụng bởi Special Service Wing (SSW) và Lực lượng Vũ trang Pakistan.
- Peru Được sử dụng bởi Lực lượng đặc biệt và Thủy quân lục chiến Peru.
- Ba Lan Được sử dụng hạn chế bởi nhóm lực lượng đặc biệt GROM.
- Ả Rập Xê Út Được sử dụng bởi Vệ binh Quốc gia Ả Rập Saudi đã mua 55.000 khẩu súng trường vào năm 2005
- Slovenia Vào tháng 6 năm 2006, Bộ Quốc phòng Slovenia đã ký hợp đồng với FN Herstal liên quan đến việc mua 6.500 khẩu súng trường F2000 làm súng trường phục vụ tiêu chuẩn mới cho Quân đội Slovenia ( Slovenska vojska ) cùng với súng phóng lựu 40 mm GL1. [32] [33] Đây được cho là lần đầu tiên được xác nhận áp dụng quy mô lớn cho loại súng trường này bởi một quốc gia thành viên Liên minh châu Âu và NATO . Quân đội Slovenia cuối cùng đã mua 14.000 khẩu súng trường.
- Tây Ban Nha Được sử dụng bởi GEO, nhóm Hoạt động Đặc biệt của Cảnh sát Quốc gia Tây Ban Nha. Nhiều người trong số họ được trang bị súng phóng lựu GL1.
- Ukraine Được Bỉ hổ trợ vào năm 2022 như một phản ứng đối với Nga xâm lược Ukraina 2022
- Hamas Được sử dụng bởi Lữ đoàn al-Quds và lực lượng cũ của Libya.